# Shodokan
 (février 2018).
Si vous disposez d'ouvrages ou d'articles de référence ou si vous connaissez des sites web de qualité traitant du thème abordé ici, merci de compléter l'article en donnant les références utiles à sa vérifiabilité et en les liant à la section « Notes et références ».

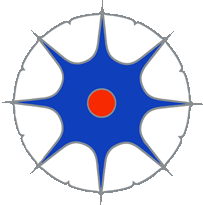
Symbole du Shodokan

Shodokan (昭道館) est une école d'aïkido. Cette version de l'aïkido a été fondée par Kenji Tomiki (1900-1979).
Tomiki était un élève de Jigoro Kano, le fondateur du judo Kodokan et de Morihei Ueshiba, le fondateur de l'aïkido.
Le Shodokan réunit les techniques de l'aïkido et la structure didactique que Jigoro Kano utilise pour l'enseignement du judo.
Les différences principales entre le système Shodokan et l'aïkido traditionnel sont :
- la pratique des compétitions ;
- l'apprentissage d'enchaînements de kata ;
- l'absence de hakama.

## Histoire
Le développement des arts martiaux japonais modernes, aujourd'hui largement répandus, est en relation avec l'ouverture économique et culturelle du Japon dès 1853.
Les arts martiaux traditionnels japonais qui étaient destinés à tuer l'adversaire se révélaient obsolètes avec l'avènement des armes à feu.
Les pionniers du budo moderne, soit Jigoro Kano (judo), Morihei Ueshiba (aïkido) et Funakoshi Gishin (karaté) ont modifié certaines disciplines de combat traditionnelles dans le but de pouvoir les utiliser comme méthode d'éducation physique et pour conserver les valeurs morales. Cette modernisation a évité que cette tradition centenaire soit oubliée.

### Aïkido
L'aïkido a été développé dès le début du XXe siècle par Morihei Ueshiba (1883-1969). Sur la base du Daito Ryu Jujitsu de Sokaku Takeda, un art de défense sans armes traditionnel, ainsi que de diverses écoles d'armes, Ueshiba a développé un art martial qui sert en premier lieu à l'éducation physique et morale.
Ueshiba a continué à développer son art tout au long de sa vie. En tant qu'adepte de la religion Omoto (une secte du Shintoïsme), il a progressivement mis en avant l'aspect éthique dans son aïkido. Son style a également évolué d'un système de Daito ryu Jujitsu « rustique » vers un art de défense et de mouvement beaucoup plus harmonique.
À cause des nombreux déménagements d'Ueshiba, aucun de ses élèves n'était en mesure de le suivre sur tout le parcours. Ainsi, plusieurs élèves avancés ont vécu des stades différents de l'évolution de l'aïkido et l'ont enseigné dans leurs écoles respectives. C'est une des origines des différents styles dans l'aïkido.

### Kenji Tomiki
Kenji Tomiki Shihan a étudié le judo déjà pendant son école primaire et a reçu le 1er dan du Kodokan en 1919 en tant que membre du club de judo de l'université de Waseda. En tant que judoka, il a été séduit par le système d'apprentissage structuré, ainsi que par l'utilité du combat sportif (randori shiai).
En 1927, il a été présenté à Morihei Ueshiba et participait aux cours dans le dojo de ce dernier. Il l'a suivi à Tokyo en 1934.
Lorsqu'en 1940, Ueshiba introduisait le système kyu/dan, il a promu Tomiki en tant que premier détenteur du 8e dan.
Après avoir été élu à la tête de la faculté des sports de l'université de Waseda en 1954, il obtenait la possibilité d'y ouvrir un club d'aïkido 4 ans plus tard. Cette offre était néanmoins soumise à des conditions très strictes: Il devait entre autres y avoir la possibilité d'organiser des combats, comme c'était déjà d'usage dans le judo ou le kendo.
Tomiki profita de son expérience approfondie du judo pour développer un système de compétition pour l'aïkido (aikirandori-ho).
Au cours des années, Tomiki a reçu l'assistance de la part de nombreux judoka et autres pratiquants d'arts martiaux. Avec le soutien financier de quelques industriels japonais, il a pu ouvrir son propre dojo d'aïkido à Ōsaka en 1967. Les bases du shodokan en tant que système d'enseignement indépendant pour l'aïkido étaient établies en 1970; en cette année un premier tournoi d'aïkido était organisé pour les étudiants de plusieurs universités.

### Évolution
Par la suite, Tomiki et ses élèves ont consacré beaucoup de temps pour répandre le shodokan au Japon et à l'étranger. Cet enseignement a porté ses fruits particulièrement aux États-Unis, en Australie et au Royaume-Uni. Depuis la fin de la Seconde Guerre mondiale, le Japon entretient des relations intenses avec ces pays, ce qui facilitait l'organisation de stages. De plus, les chefs militaires des troupes alliées montraient un vif intérêt pour les arts martiaux japonais.

### Le shodokan aujourd'hui
L'actuel shihan (grand maître), Tetsuro Nariyama et Fumiaki Shishida, poursuit le développement international du Shodokan. Des stages sous leur direction sont organisées chaque année. Il existe environ 10 000 pratiquants dans le monde.

## Compétition
Kenji Tomiki a maintenu l'introduction de l'aïkirandori-ho, malgré les critiques de certains élèves d'Ueshiba.
Il était encouragé par Jigoro Kano qui lui avait déjà intégré deux grands groupes traditionnels de techniques d'autodéfense (nage waza — techniques de projection et gatame waza — techniques d'immobilisation) dans un système de compétition.
Tomiki avait pour but d'adapter les deux groupes restants, soit atemi waza (techniques de frappe) et kansetsu waza (techniques sur les articulations) de la même manière. L'aïkirandori-ho devait être établi comme la troisième discipline de compétition au Japon, après le kendo et le judo.
Selon l'avis de Tomiki, la compétition est bel et bien compatible avec la philosophie de l'aïkido.
Le terme japonais pour « compétition », randori shiai, ne signifie pas « confrontation », mais plutôt « entraînement libre pour progresser ensemble ».

### Disciplines
Il existe trois disciplines de compétition :
1. Embu kata. Ce concours consiste en la présentation d'une suite prédéfinie de mouvements par deux personnes, qui est notée par 3 ou 5 arbitres. Alternativement, le système « K.-O. » peut être utilisé, où deux équipes se présentent en parallèle. Les arbitres décident alors, quelle équipe passe au tour suivant.
2. Tanto randori. C'est la discipline classique de l'aïkirandori-ho. Un compétiteur est armé d'un couteau (tanto) en mousse, l'autre (toshu) n'est pas armé. tanto essaye de toucher toshu avec son couteau, alors que toshu de son côté essaye d'éviter les attaques et d'appliquer une technique pour faire chuter tanto. Les arbitres comptabilisent les touches de tanto et les techniques réussies de toshu. Le combat se déroule en deux mi-temps de 90 secondes chacune ; à la fin de la première mi-temps les rôles sont intervertis. Est déclaré vainqueur la personne qui a obtenu le plus grand nombre de points à la fin du combat. Il existe également des compétitions par équipes selon ce modèle.
3. kongo dentai sen. Il s'agit d'un concours par équipes introduit en 1999 qui réunit plusieurs aspects de l'entraînement. Dans un premier temps, deux équipes de deux présentent simultanément les 17 techniques de base du shodokan. Deux autres équipes présentent 16 techniques prédéfinies d'autodéfense. Ensuite ont lieu trois disciplines de combat différentes: tanto taisabaki (évitement d'attaques au couteau), toshu randori (combat à mains nues) et tanto randori. L'équipe ayant obtenu le plus grand nombre de points est déclarée vainqueur et avance d'un tour.

## Examens et grades
À l'instar de beaucoup d'autres arts martiaux japonais modernes, le shodokan utilise le système kyu/dan. Il existe 8 grades kyu (débutant) et 8 grades dan (étudiant). Les débutants passent l'examen du 8e Kyu après quelques mois d'entraînement; les grades successifs sont ensuite passés à des intervalles de temps croissants. Après environ 8 à 10 ans, l'examen du 1er dan (ceinture noire et autorisation d'enseignement) peut être passé.

### Contenu
Pour les grades kyu, il est demandé la présentation de techniques prédéfinies, avec une difficulté croissante. Les examens dan comportent en plus une partie théorique, dans laquelle les candidats doivent s'exprimer par rapport à un sujet donné par le jury. Pour les grades du 1er au 3e dan, la capacité des candidats à se défendre dans un contexte libre (randori) est examinée, en vue de la compétition. Pour les grades Dan supérieurs, le mérite des candidats dans l'enseignement et la promotion du shodokan est prise en compte.

### Jury
- 8e au 3e kyu : instructeur du club du candidat.
- 2e Kyu au 3e dan : commission technique nationale.
- Dès le 4e dan : directeur technique du shodokan (actuellement Tetsuro Nariyama Shihan, Fumiaki Shishida Shihan et quelques représentants de l'Association d'Aïkido (JAA)